# Deutsche Rennsport Meisterschaft
Deutsche Rennsport Meisterschaft (DRM) — немецкий чемпионат по кузовным автогонкам, проводившийся в 1972—1985 годах.

## История. DARM
Предшественником DRM был DARM (Deutsche Automobile Rundstrecken Meistershaft) — немецкий чемпионат по кольцевым автомобильным гонкам. Он проводился в 1967—1976 годах.
В нём участвовали автомобили класса «Туринг» и «Гран Туризмо». Очки считались отдельно по многим классам, но чемпион назывался единый, и необязательно это был представитель самого мощного класса.
После появления DRM DARM стал чемпионатом «второго» уровня.

## Рождение ДРМ (1972—1976)

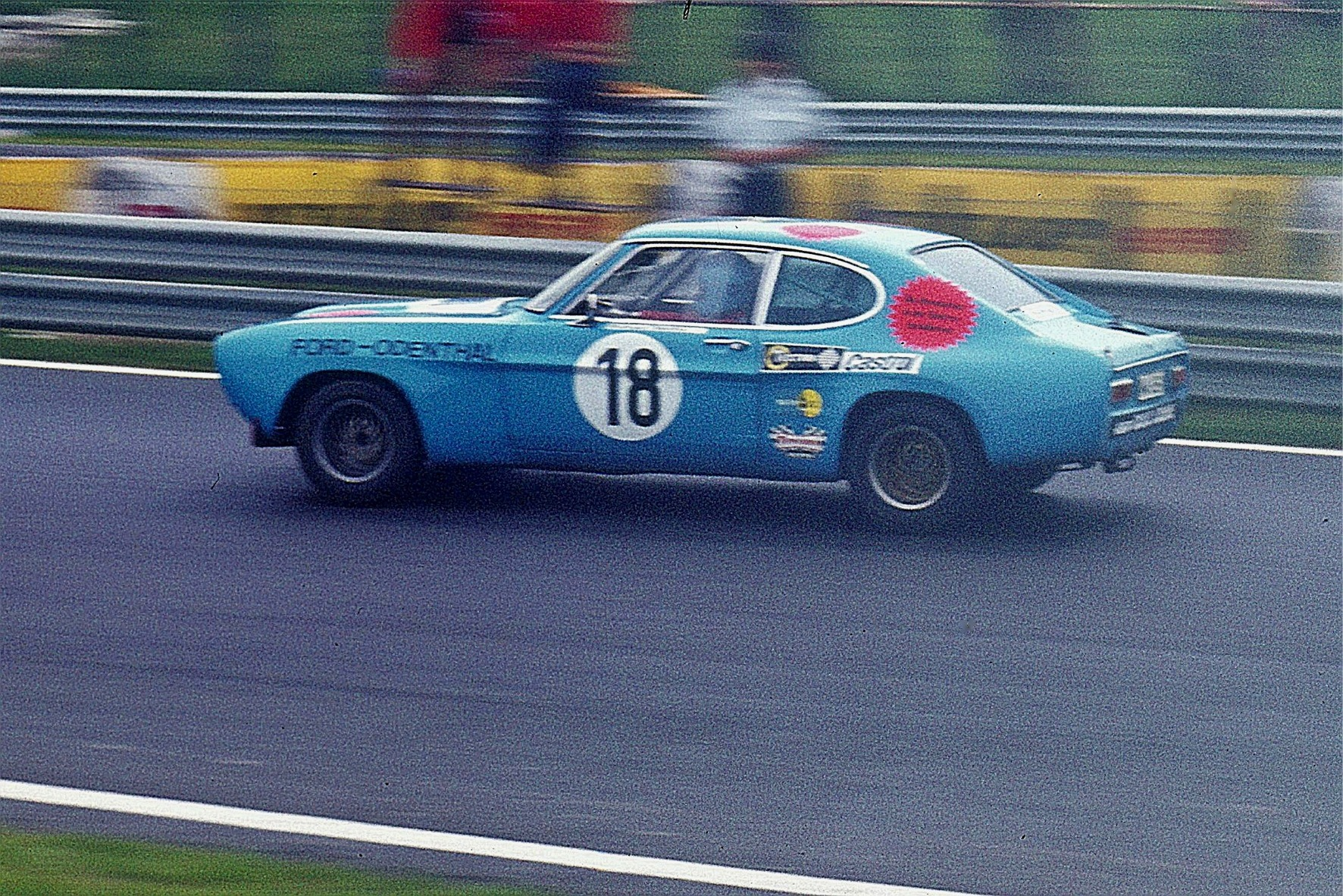
Вальтрод Одентал за рулём Ford Capri, 1972 год

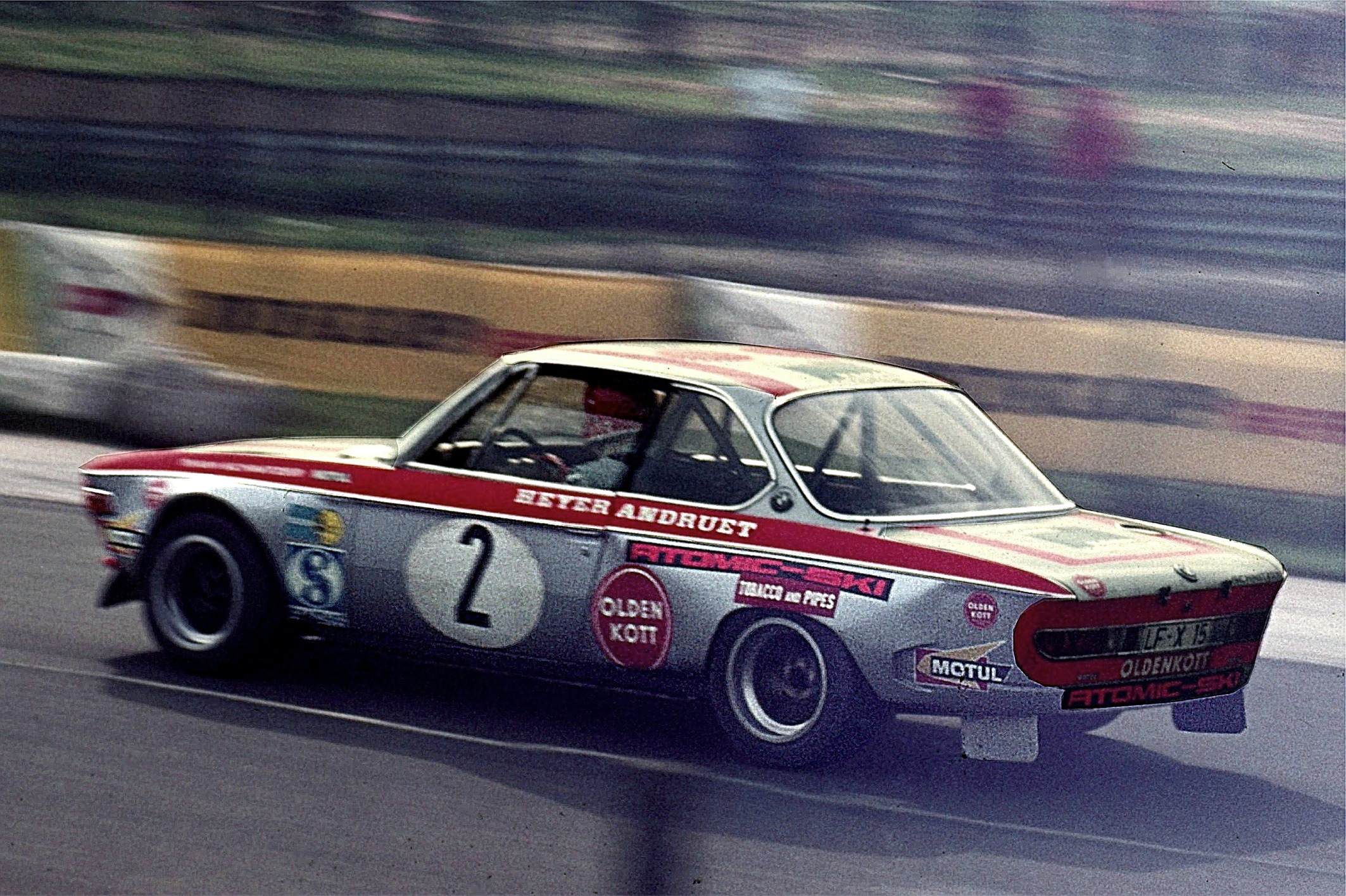
Джон Фицпатрик за рулём BMW 2800CS в Нюрбургринге, 1972 год

Немецкий чемпионат Дойче Реннспорт Мастершафт (нем. Deutsche Rennsport Meisterschaft, пер.: немецкий гоночный чемпионат) был создан для участия модифицированных машин Группы 2 (модифицированные дорожные седаны и купе) и Группы 4 (модифицированные автомобили ГТ) немецких производителей, которые соответственно делились на 2 дивизиона (по объёму двигателя — до 2 и до 4 литров, допускались и турбонагнетатели, с коэффициентом 1,4).
Спортивный регламент включал как гонки по кольцу — короткие 80-110 км и более длинные 140—180 км — так и подъёмы на холм (такие как Зауерланд или Шаунсланд, где проводилось по 2 заезда). Заезды дивизиона 1 и 2 иногда проводились совместно, с целью наполнения стартовой решётки. Очки присуждались по системе 20-15-12-10-8-6-4-3-2-1, чемпион также выводился общий, для двух дивизионов. Также в рамках ДРМ проводились длинные гонки «1000 км Нюрбургринга», привлекавшие именитых пилотов.

## Расцвет ДРМ (1977—1981)

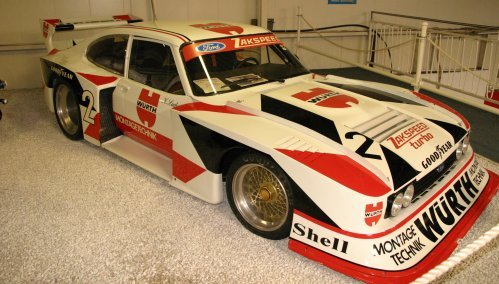
Цакспид Форд Капри Клауса Людвига, Автомобильный Технический Музей в Синхейме, Германия

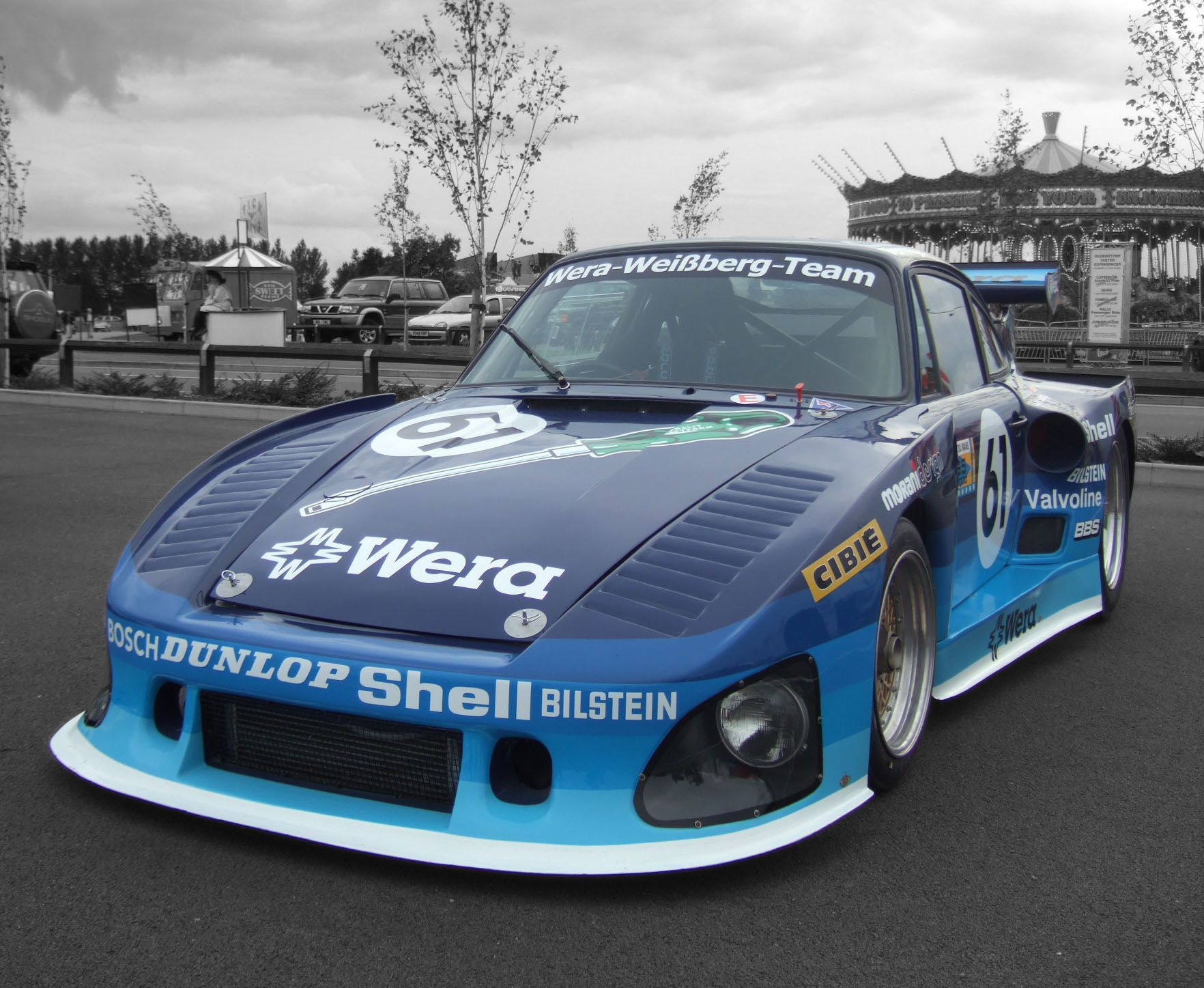
1981 Wera Weissberg Team Porsche Kremer 935 K3

В 1977 году к соревнованиям были допущены автомобили Группы 5 (силуэт-прототипы, схожие внешне с дорожными машинами, такими как «Форд Капри» или «Порше 935»). Будучи первоначально разработанными для чемпионата мира среди марок, эти машины получили большее признание в DRM, также они выступали и в других сериях, особенно популярны они были в чемпионате IMSA GT. Эти мощные автомобили (до 600 л. с., больше чем у автомобилей Формулы-1, они опережали их на совместных тестах в Поль Рикаре) составили основу взлёта популярности DRM в конце 70-х.
Вместе с тем, машины Группы 5 были существенно дороже прежних машин Групп 2 и 4. Для прежних участников, машин групп 2 и 4, в 1979 год был введён Rennsport Trophae (Гоночный трофей).

## Гонки на выносливость (1982—1985)

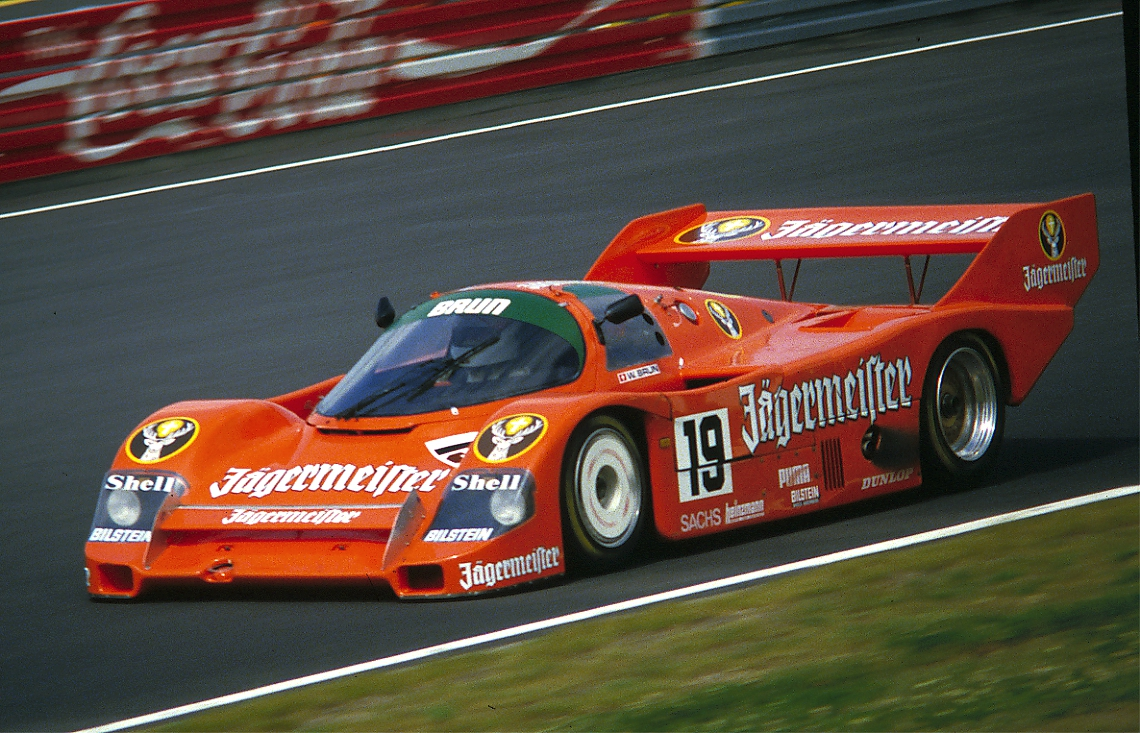
Вальтер Брюн за рулём Порше 956, Нюрбургринг, 1985 год

С 1982 года была отменена прежняя система деления на группы и силуэт-прототипы группы 5 сменила группа В, но эти машины участвовали главным образом в ралли. В кольцевых гонках участвовали спортпрототипы группы С, в связи с чем ДРМ сменил свою философию и стал международным чемпионатом (IDRM, International Deutsche Rennsport Meistershaft), проводил совместные гонки с другими чемпионатами. Также на старт допускались автомобили прежней группы 6 — специальные гоночные прототипы.
В 1984 году было проведено лишь три гонки, ещё три гонки чемпионата мира по гонкам на выносливость шли в зачёт IDRM. В 1985 году чемпионат сменил название на DSM (Deutsche Sportwagen Meistershaft) и провёл лишь одну гонку самостоятельно — на Норисринге. Все остальные проходили в рамках Интерсерии. В 1986 году чемпионат окончательно ушёл в прошлое, уступив место суперкубку, в котором выступали только машины группы С.

## Преемники
Прежние участники группы 2 (доработанные серийные машины) теперь оказались в группе А, которая позже выделилась в чемпионат Deutsche Tourenwagen-Meisterschaft, созданный в 1984 году.
В 2005 году автомобильный клуб Германии (AvD) организовал «Возрождённый ДРМ», с участием старых машин.

## Призёры DRM
| Год  | 1е место                                                     | 2е место                                             | 3е место                                                |
| ---- | ------------------------------------------------------------ | ---------------------------------------------------- | ------------------------------------------------------- |
| 1972 | Ханс-Иоахим Штук Zakspeed Racing Ford Capri RS 2600 (I div.) | Клаус Фритцингер Ford Capri RS 2600 (I)              | Дитер Баше GS Tuning BMW 2002 (II)                      |
| 1973 | Дитер Глемсер Zakspeed Racing Ford Escort (II)               | Ханс Хайер Zakspeed Racing Ford Capri RS 2600(I)     | Дитер Баше GS Tuning BMW 2002 (II)                      |
| 1974 | Дитер Глемсер Zakspeed Racing Ford Escort(II)                | Дитер Обермозер Zakspeed Racing Ford Escort(II)      | Клаус Людвиг Grab Ford Siegen Ford Capri RS 2600 LW(I)  |
| 1975 | Ханс Хайер Zakspeed Racing Ford Escort(II)                   | Клаус Людвиг Zakspeed Racing Ford Escort(II)         | Альбрехт Кребс Schnitzer Motorsport BMW 3.0CSL(I)       |
| 1976 | Ханс Хайер Zakspeed Racing Ford Escort(II)                   | Клаус Людвиг Zakspeed Racing Ford Escort(II)         | Боб Уоллек Kremer Racing Porsche 934(I)                 |
| 1977 | Рольф Штоммелен Georg Loos Porsche 935 (I)                   | Боб Уоллек Kremer Racing Porsche 935 (I)             | Манфред Винкельхок Schnitzer Motorsport BMW 320i (II)   |
| 1978 | Харальд Эртль Schnitzer Motorsport BMW 320i Turbo (II)       | Тони Хеземанс Kremer Racing Porsche 935 (I)          | Боб Уоллек Kremer Racing Porsche 935 (I)                |
| 1979 | Клаус Людвиг Kremer Racing Porsche 935 K3 (I)                | Ханс Хайер Zakspeed Racing Ford Capri Turbo (II)     | Манфред Винкельхок Schnitzer Motorsport BMW 320i (II)   |
| 1980 | Ханс Хайер Lancia Corse Lancia Beta Monte Carlo Turbo (I)    | Ханс-Иоахим Штук Schnitzer Motorsport BMW 320i (II)) | Клаус Людвиг Zakspeed Racing Ford Capri Turbo (I)       |
| 1981 | Клаус Людвиг Zakspeed Racing Ford Capri Turbo (I)            | Боб Уоллек Kremer Racing Porsche 935 (I)             | Манфред Винкельхок Zakspeed Racing Ford Capri Turbo (I) |
| 1982 | Боб Уоллек Joest Racing Porsche 936                          | Рольф Штоммелен Porsche 936                          | Клаус Нидцвайц Zakspeed Racing Ford Capri Turbo         |
| 1983 | Боб Уоллек Joest Racing Porsche 956                          | Фолкерт Мерль Porsche 956/936                        | Клаус Нидцвайц Zakspeed Racing Ford Zakspeed С1/8       |
| 1984 | Штефан Беллоф Brun Motorsport Porsche 956B                   | Йохен Масс Joest Racing Porsche 956                  | Тьерри Бутсен Porsche 956                               |
| 1985 | Йохен Масс Joest Racing Porsche 956                          | Ханс-Иоахим Штук Porsche 956                         | Вальтер Лехнер March 821/Williams FW07C                 |